# Sermón funerario y oración

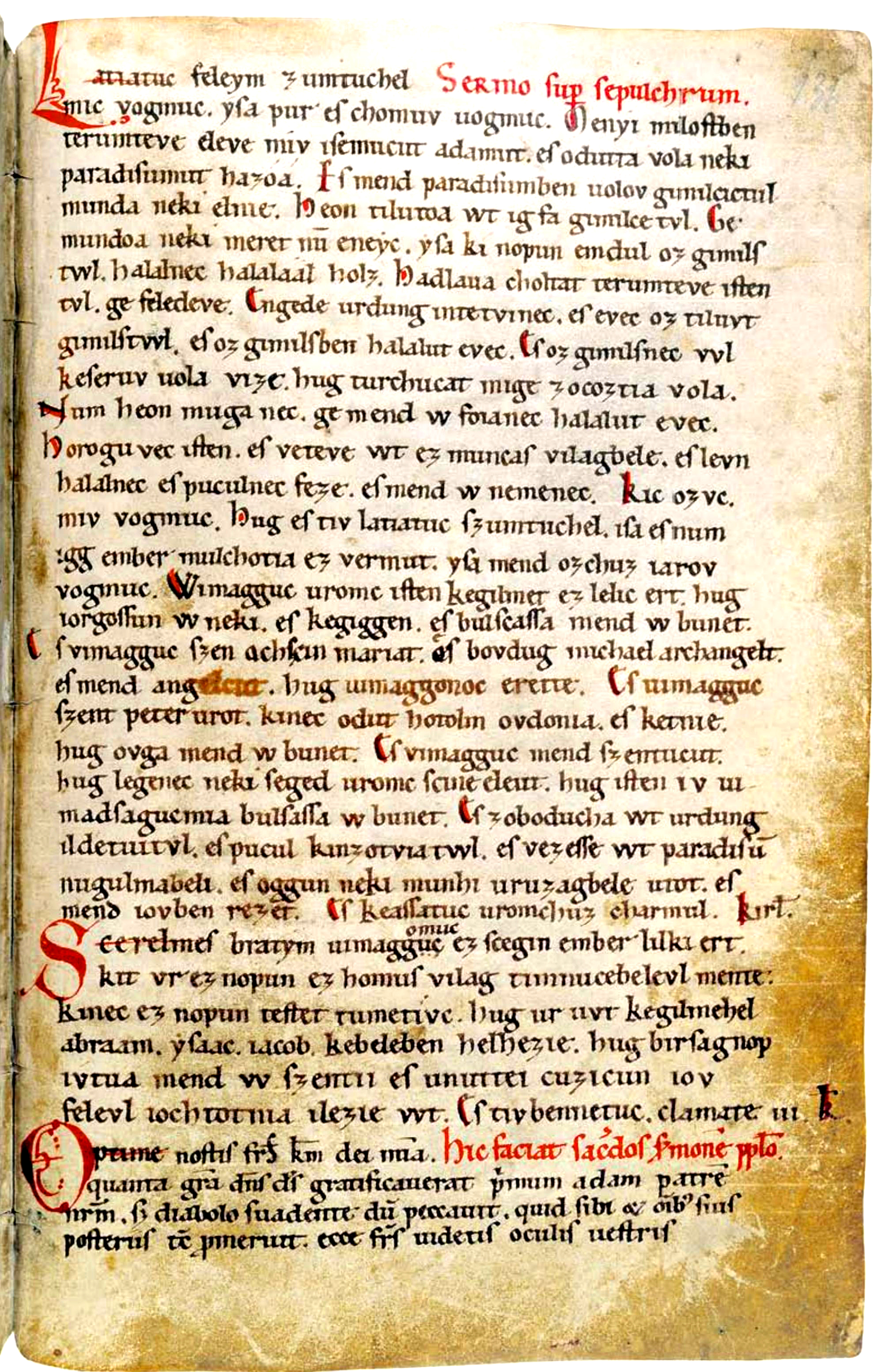
Imagen del manuscrito original.

El Sermón funerario y oración (en húngaro Halotti beszéd és könyörgés) es un antiguo texto húngaro manuscrito que data de los años 1192-1195. Fue encontrado en la página 154a del Códice Pray. 
La importancia del Sermón funerario proviene de que es el texto completo más antiguo conservado del idioma húngaro, o en cualquier lengua ugrofinesa (aunque existen anotaciones sueltas anteriores, la más antigua de las cuales aparece en un fuero de 997). El texto consta de dos partes: el sermón (26 líneas y 227 palabras) y la oración (6 líneas y 47 palabras). Si no se cuentan los vocablos repetidos, el documento contiene 190 términos individuales. La obra fue escrita a partir de un texto anterior en latín, aunque la versión en húngaro es más una reescritura que una traducción. Desde 1813, el manuscrito se conserva en Budapest, Hungría.

## El texto

### En húngaro antiguo
Latiatuc feleym zumtuchel mic vogmuc. yſa pur eſ chomuv uogmuc. Menyi miloſtben terumteve eleve miv iſemucut adamut. eſ odutta vola neki paradiſumut hazoa. Eſ mend paradiſumben uolov gimilcictul munda neki elnie. Heon tilutoa wt ig fa gimilce tvl. Ge mundoa neki meret nu eneyc. yſa ki nopun emdul oz gimilſtwl. halalnec halalaal holz. Hadlaua choltat terumteve iſtentul. ge feledeve. Engede urdung intetvinec. eſ evec oz tiluvt gimilſtwl. es oz gimilſben halalut evec. Eſ oz gimilſnek vvl keſeruv uola vize. hug turchucat mige zocoztia vola. Num heon muga nec. ge mend w foianec halalut evec. Horogu vec iſten. eſ veteve wt ez munkaſ vilagbele. eſ levn halalnec eſ poculnec feze. eſ mend w nemenec. Kic ozvc. miv vogmuc.
Hog eſ tiv latiatuv ſzumtuchel. iſa eſ num igg ember mulchotia ez vermut. yſa mend ozchuz iarov vogmuc. Wimagguc uromv iſten kegilmet ez lelic ert. hug iorgoſſun w neki. eſ kegiggen, eſ bulſassa mend w bunet. Eſ vimagguc ſzen achſcin mariat. eſ bovdug michael archangelt. eſ mend angelcut. hug uimaggonoc erette. Eſ uimagguc ſzent peter urot. kinec odut hotolm ovdonia. eſ ketnie hug ovga mend w bunet. Eſ vimagguc mend ſzentucut. hug legenec neki ſeged uromc ſcine eleut. hug iſten iv uimadſagucmia bulſaſſa w bunet. Eſ zoboducha wt urdung ildetuitvl. eſ pucul kinzotviatwl. eſ vezeſſe wt paradiſu nugulmabeli. eſ oggun neki munhi uruzagbele utot. eſ mend iovben rezet. Eſ keaſſatuc uromchuz charmul. Kirl.
Scerelmeſ bratym uimagomuc ez ſcegin ember lilki ert. kit vr ez nopun ez homuſ vilag timnucebelevl mente. kinec ez nopun teſtet tumetivc. hug ur uvt kegilmehel abraam. yſaac. iacob. kebeleben helhezie. hug birſagnop ivtua mend w ſzentii eſ unuttei cuzicun iov felevl iochtotnia ilezie wt. Eſ tiv bennetuc.

### En húngaro moderno
Látjátok, feleim, szemetekkel, mik vagyunk: biza por és hamu vagyunk. Mennyi malasztban teremté eleve [Úr] mi ősünket, Ádámot, és adta vala neki Paradicsomot házává. És mind[en] Paradicsomban való gyümölcsöktől monda neki élnie. Csupán tiltá őt egy fa gyümölcsétől. De mondá neki, mért ne ennék: „Bizony, [a]ki napon eendel az[on] gyümölcstől, halálnak halálával halsz”. Hallá holtát teremtő Istentől, de feledé. Engede ördög intetének, és evék az[on] tiltott gyümölcstől, és az[on] gyümölcsben halált evék. És az[on] gyümölcsnek oly keserű vala vize, hogy torkát megszakasztja vala. Nem csupán magának, de mind[en] ő fajának halált evék. Haraguvék Isten, és veté őt ez[en] munkás világ[ba] bele: és [az] lőn halálnak és pokolnak fészke, és mind[en] ő nemének. Kik azok? Mi vagyunk. [A]hogy is ti látjátok szemetekkel: íme, egy ember sem múl[aszt]hatja ez[en] vermet, íme, mind ahhoz járó[k] vagyunk. Imádjuk Urunk Isten kegyelmét ez[en] lélekért, hogy irgalmazzon őneki, és kegyelmezzen, és bocsássa mind[en] ő bűnét! És imádjuk Szent Asszony Máriát és Boldog Mihály arkangyalt és mind[en] angyalokat, hogy imádjanak érte! És imádjuk Szent Péter urat, akinek ad[at]ott hatalom oldania és kötnie, hogy oldja mind[en] ő bűnét. És imádjuk mind[en] szenteket, hogy legyenek neki segedelmére Urunk színe előtt, hogy Isten ő imádságuk miatt bocsássa ő bűnét! És szabadítsa őt ördög üldözésétől és pokol kínzásától, és vezesse őt Paradicsom nyugalmába, és adjon neki Mennyországba utat, és mind[en] jóban részt! És kiáltsátok Urunkhoz háromszor: uram irgalmazz!
Szerelmes Barát[a]im! Imádjunk ez[en] szegény ember lelkéért, [a]kit Úr ez[en] napon ez[en] hamis világ tömlöcéből mente, [a]kinek e napon testét temetjük, hogy Úr őt kegyelmével Ábrahám, Izsák, Jákob kebelében helyezze, hogy bírságnap jutva mind[en] ő szentei és kiválasztottai között jó felől iktatva élessze őt! És tibennetek. Clamare ut: kyrie eleison!

### Traducción al castellano
¡Ved, hermanos míos, con vuestros ojos, lo que somos! Contemplad que somos polvo y cenizas. En su divina gracia, él (Dios) creó a nuestro antecesor, Adán, y le dio el Paraíso como hogar. Y le otorgó todos los frutos del Paraíso, para que viviera, prohibiéndole solo el fruto de un árbol. Le dijo, sin embargo, por qué no debía comer de él: "Mira, el día que comas de este fruto, morirás la muerte de las muertes". Había escuchado lo que Dios su Creador había dicho sobre su muerte, pero lo olvidó. Cedió a la seducción del Diablo, y comió la fruta prohibida, y con la fruta partake tomó la muerte. Y tan amargo era el jugo de ese fruto, que les quemó la garganta. Comió la muerte, no solo para él, sino para toda su raza. Enfurecido, Dios lo expulsó a este mundo de trabajos, y se convirtió en el nido de la muerte y la condenación para todos los suyos. ¿Quiénes son esos? Somos nosotros. Y como veis con vuestros ojos, en verdad, ningún hombre puede evitar este foso. En verdad, todos vamos a él. 
Glorifiquemos la gracia de nuestro Señor por esta alma. Para que tenga misericordia, y le perdone todos sus pecados. Y glorifiquemos a la Santa Señora, María. Y al bendito Arcángel Miguel. Y a todos los ángeles. Para que rueguen por él. Y glorifiquemos a nuestro Señor San Pedro, a quien él dio el poder de absolver y castigar, para que perdone todos sus pecados. Y lo libre de las persecuciones del Mal, y de los tormentos del Infierno. Y lo lleve a la paz del Paraíso. Y le abra el camino al Cielo. Y lo haga partícipe de todo bien. Clamemos tres veces a nuestro Señor: Kyrie Eleison.
Queridos hermanos, roguemos por el alma de este pobre hombre, a quien nuestro Señor ha liberado de la prisión de este mundo falso. Cuyo cuerpo enterramos hoy. Para que el señor lo siente junto a su gracia en compañía de Abraham, Isaac y Jacob, hasta que el día del Juicio resucite junto a los suyos. Y en vuestras almas. Clamemos tres veces a nuestro Señor: Kyrie Eleison.